# まかない君
『まかない君』（まかないくん）は、西川魯介による日本の料理漫画。

## 概要
『ヤングアニマル』（白泉社）にて、2012年No.12からNo.22まで連載され、2013年No.4に特別読切が掲載された後、同社の『ヤングアニマルDensi』にて2013年5月10日更新分より連載を開始。その後、同社の電子書籍ポータル『マンガPark』に移籍して2018年1月16日に完結した。
年上のイトコの女子3人と同居中の浩平が、一家の料理係「まかない君」を務める日々を描いたグルメ漫画。実際に家庭で手軽に作れる料理が毎回紹介されており、漫画とともに毎回、著者が作品に出てくるものの試作として作った料理の写真とコメントを掲載した、まかないマイセルフというグルメ記事がある。1巻では料理愛好家の平野レミ、2巻では料理評論家の服部幸應が単行本の帯に推薦コメントを寄せている。

## 主な登場人物
笠石浩平（かさいしこうへい）
本作の主人公。宮城県出身。大学進学を機に、弥生達3人の年上のイトコと同居することに。身近な材料に工夫を加えることで、手軽で美味しい料理を作るのを得意とする。手先は器用だがアルコールに弱く、3人には尻に敷かれがち。
弥生（やよい）
浩平と同居する3人のイトコの1人で、浩平と同じ大学に通っている。浩平より2ヵ月早く生まれただけだが、弥生は3月生まれ、浩平は5月生まれのため、学年は彼よりも1つ上。浩平が来る前は一家の料理係を務めていたが、得意ではない。喜怒哀楽が激しい性格。
佳乃（よしの）
浩平と弥生のイトコで凜の妹。職業は小説家。おっとりとした性格で巨乳、よく浩平と一緒に嘘知識で弥生をからかうが、しばしばするどい一言を放つ。逆ナイロールの眼鏡をかけており、家族からは「よっちゃん」と呼ばれている。
凜（りん）
浩平と弥生のイトコで佳乃の姉。クールな性格。仕事でドイツに赴任中でたまに帰省してくる。普段は料理をしないが腕前はなかなか。4人の中で唯一メガネをかけていない。

## 書誌情報
- 西川魯介 『まかない君』 白泉社〈ジェッツコミックス→ヤングアニマルコミックス〉、全6巻
  1. 2013年2月28日発売 ISBN 978-4-592-14106-8
  2. 2014年3月28日発売 ISBN 978-4-592-14107-5
  3. 2015年3月27日発売 ISBN 978-4-592-14108-2
  4. 2016年3月29日発売 ISBN 978-4-592-14124-2
  5. 2017年3月29日発売 ISBN 978-4-592-14125-9
  6. 2018年4月27日発売 ISBN 978-4-592-16156-1